# Флорентійське герцогство
Флорентійське герцогство (італ. Ducato di Firenze) — держава у Центральній Італії, що існувала з 1532 до 1569 року.

## Історія
У 1530 році об'єднані сили імператора Священної Римської імперії Карла V та Папи Римського Климента VII захопили Флорентійську республіку. Головою держави призначили Алессандро Медічі, позашлюбного сина Климента VII. Для зміцнення союзу з династією Медічі, імператор Карл V одружив Алессандро Медічі зі своєю позашлюбною донькою Маргаритою.
Спираючись на власні сили та іспанців, Алессандро Медічі у 1532 році ліквідував республіку та оголосив себе Флорентійським герцогом. В цьому ж році було засновано Раду Сорока Восьми (флорентійський сенат). Проте Алессандро Медічі недовго залишався герцогом. В ніч з 5 на 6 січня 1537 року його було вбито. Новим герцогом став родич Алессандро — Козімо I Медічі, який у 1569 році став Великим герцогом Тосканським.